# Кеседжийца
Кеседжийца е пещера в землището на село Мелница, община Елхово.

## Обща информация
Входът е малък и тесен и е трудно забележим. Общата дължината на пещерата е 161 m, а денивелацията – 16 m. Има два опасни пада и вътре трябва да се влиза само групово от добре подготвен екип.

## Прилепи
Пещерата е важно убежище на защитени видове прилепи в страната. Срещат се следните видове:
- южен подковонос (Rhinolophus euryale)
- подковонос на Мехели (Rhinolophus mehelyi)
- голям подковонос (Rhinolophus ferrumequinum)
- малък подковонос (Rhinolophus hipposideros)